# Yewa (Orisha)
| Farben           | Rosa-Violett und Purpur |
| Zahlen           |                         |
| Kath. Heilige(r) |                         |

Yewa (Yegua) ist in der Religion der Yoruba die Orisha der Keuschheit und Jungfräulichkeit und des Todes. Ihr Vater Obatala wollte, dass sie keusch bleibt. Als sich Shango in sie verliebt, schickt Obatala sie zum Friedhof, dessen „wahre Herrin“ sie ist. Yewa repräsentiert das Grab.